# 小行星266
小行星266（266 Aline）是一颗围绕太阳公转的小行星。1887年5月17日，約翰·帕利薩在维也纳描述了此天体。
該小行星以奥地利天文学家埃德蒙德·魏斯的女儿琳達·馮·舒斯特（Linda von Schuster）命名。
这颗小行星的绝对星等为8.8等。

## 相关條目
- 小行星列表/10001-11000

## 外部連結
- Asteroid Lightcurve Database (LCDB)（页面存档备份，存于）, query form (info（页面存档备份，存于）)
- Dictionary of Minor Planet Names, Google books
- Discovery Circumstances: Numbered Minor Planets (10001)-(15000)（页面存档备份，存于） – Minor Planet Center
- 小行星266 at AstDyS-2, Asteroids—Dynamic Site
  - Ephemeris · Observation prediction · Orbital info · Proper elements · Observational info
- NASA JPL小天體瀏覽器上的小行星266

| 前一小行星： 小行星265 | 小行星列表 | 後一小行星： 小行星267 |